# Oscar Otte
Oscar Otte (* 16. července 1993 Kolín nad Rýnem) je německý profesionální tenista. Ve své dosavadní kariéře na okruhu ATP Tour nevyhrál žádný turnaj. Na challengerech ATP a okruhu ITF získal třináct titulů ve dvouhře a sedmnáct ve čtyřhře.
Na žebříčku ATP byl ve dvouhře nejvýše klasifikován v červnu 2022 na 36. místě a ve čtyřhře v květnu 2017 na 161. místě. Trénuje ho Peter Moraing.

## Tenisová kariéra
V rámci událostí okruhu ITF debutoval v červnu 2010, když na turnaji v rodném Kolíně nad Rýnem dotovaném 10 tisíci dolary v úvodním kole podlehl Australanu Jamesi Lemkemu ze čtvrté světové stovky. Jako poražený finalista skončil ve dvouhře i čtyřhře challengeru v čínském Čching-tau, konaném během dubna 2017. V singlu nestačil na Srba Janka Tipsareviće a v deblu pak po boku Mieseho na krajany Gera Kretschmera s Alexandrem Satschkem. První challenger ve dvouhře vyhrál o dva měsíce později na Lisboa Belém Open 2017, když otočil finále proti Japonci Taru Danielovi z konce elitní stovky žebříčku. Druhou trofej v této úrovni tenisu přidal na Open du Pays d'Aix 2020 ve francouzském Aix-en-Provence. V závěrečném utkání zdolal Brazilce Thiaga Seybotha Wilda, jemuž patřila 113. příčka klasifikace. Ve finále květnového challengeru I.ČLTK Prague Open 2021 dohrál na raketě Nizozemce Tallona Griekspoora.
Na okruhu ATP Tour debutoval říjnovým Stockholm Open 2018, když na pátý pokus prošel kvalifikační soutěží. Na úvod dvouhry zdolal Estonce Jürgena Zoppa, jehož vyřadil i o den dříve v kvalifikačním kole. Poté však byl nad jeho síly Američan Tennys Sandgren. Po koronavirovém přerušení sezóny 2020 startoval jako kvalifikant na dodatečně zařazených Bett1Hulks Indoors a Bett1Hulks Championship v rodném Kolíně nad Rýnem. Na prvním z nich vypadl ve druhém kole s Moldavanem Raduem Albotem a poté v téže fázi s argentinskou světovou devítkou Diegem Schwartzmanem.
Třikrát v řadě nezvládl kvalifikační síto grandslamových soutěží, než do hlavní soutěže postoupil v mužském singlu French Open 2019. V pařížské kvalifikaci přitom po výhrách nad Jamesem Wardem a Stefanem Napolitanem podlehl Guillermu Garcíovi-Lópezi. Účast ve dvouhře mu zajistilo až odstoupení Nicka Kyrgiose. V úvodním kole přehrál Tunisana Maleka Džazírího, než jeho cestu zastavil třetí nasazený Roger Federer.
V sezóně 2021 prošel kvalifikacemi tří ze čtyř grandslamů. Na úvod French Open 2021 však nenašel recept na světovou šestku Alexandra Zvereva. Ve Wimbledonu 2021 rozhodl o svém postupu nad Francouzem Arthurem Rinderknechem až ziskem tiebreaku v pátém setu za stavu gamů 12–12. Ve druhé fázi jej vyřadil bývalý londýnský šampion Andy Murray. Do osmifinále se probojoval na US Open 2021. Při své newyorské premiéře vyřadil turnajovou dvacítku Lorenza Sonega, Američana Denise Kudlu a Itala Andrease Seppiho. Stal se tak jedním ze tří kvalifikantů ve čtvrtém kole, což se na US Open událo poprvé od zavedení pravidelných kvalifikačních soutěží mužů v roce 1982. Tři kvalifikanti se do této fáze grandslamu naposledy předtím probojovali na French Open 1995. Jako 144. hráč žebříčku byl rovněž nejníže postaveným osmifinalistou ve Flushing Meadows od Jiřího Nováka v roce 2006, kdy Čechovi patřila 179. pozice. Do čtvrtfinále jej však nepustila italská turnajová šestka Matteo Berrettini.

## Finále na okruhu ATP Tour

### Čtyřhra: 1 (0–1)
| Stav      | č. | datum      | turnaj           | povrch    | spoluhráč      | soupeři ve finále                 | výsledek         |
| --------- | -- | ---------- | ---------------- | --------- | -------------- | --------------------------------- | ---------------- |
| Finalista | 1. | říjen 2022 | Sofie, Bulharsko | tvrdý (h) | Fabian Fallert | Rafael Matos David Vega Hernández | 6–3, 5–7, [8–10] |

## Tituly na challengerech ATP a okruhu ITF
| Legenda                |
| ---------------------- |
| Challengery (5 D; 2 Č) |
| ITF (8 D; 15 Č)        |

### Dvouhra (13 titulů)
| Č. | datum          | turnaj                     | povrch    | soupeř ve finále    | výsledek           |
| -- | -------------- | -------------------------- | --------- | ------------------- | ------------------ |
| 1. | července 2013  | Dortmund, Německo          | antuka    | Ivo Mijic           | 6–1, 6–4           |
| 2. | června 2015    | Binche, Belgie             | antuka    | Juan Lizariturry    | 7–5, 6–1           |
| 3. | června 2015    | Damme, Belgie              | antuka    | Tom Schönenberg     | 7–5, 6–3           |
| 4. | srpna 2015     | Eupen, Belgie              | antuka    | Joris De Loore      | 4–6, 6–2, 6–3      |
| 5. | srpna 2016     | Überlingen, Německo        | antuka    | Alexandar Lazov     | 6–7(4–7), 6–2, 6–4 |
| 6. | února 2017     | Tipton, Velká Británie     | tvrdý (h) | David Guez          | 7–5, 6–3           |
| 7. | února 2017     | Shrewsbury, Velká Británie | tvrdý (h) | Marcus Willis       | 7–5, 7–6(7–4)      |
| 8. | března 2017    | Poitiers, Francie          | tvrdý (h) | Rémi Boutillier     | 6–4, 6–4           |
| 1. | června 2017    | Lisabon, Portugalsko       | antuka    | Taró Daniel         | 4–6, 6–1, 6–3      |
| 2. | září 2020      | Aix-en-Provence, Francie   | antuka    | Thiago Seyboth Wild | 6–2, 6–7(4–7), 6–4 |
| 3. | října 2021     | Ismaning, Německo          | koberec   | Lukáš Lacko         | 6–4, 6-4           |
| 4. | listopadu 2021 | Ortisei, Itálie            | tvrdý (h) | Maxime Cressy       | 7–6(7–5), 6–4      |
| 5. | listopadu 2021 | Bari, Itálie               | tvrdý     | Daniel Masur        | 7–5, 7–5           |

### Čtyřhra (17 titulů)
| Č.  | datum         | turnaj                     | povrch      | spoluhráč       | soupeři ve finále                    | výsledek                |
| --- | ------------- | -------------------------- | ----------- | --------------- | ------------------------------------ | ----------------------- |
| 1.  | července 2013 | Dortmund, Německo          | antuka      | Andreas Mies    | Mats Moraing Tom Schönenberg         | 7–5, 6–1                |
| 2.  | září 2013     | Forbach, Francie           | koberec (h) | Andreas Mies    | Tim Pütz Lukas Storck                | 6–7(7–9), 6–2, [10–7]   |
| 3.  | října 2013    | Hambach, Německo           | koberec (h) | Andreas Mies    | Nikolaus Moser Neil Pauffley         | 7–5, 4–4,skreč          |
| 4.  | října 2013    | Essen, Německo             | tvrdý (h)   | Andreas Mies    | Miki Janković Sriram Balaji          | bez boje                |
| 5.  | října 2013    | Bad Salzdetfurth, Německo  | koberec (h) | Andreas Mies    | Daniel Masur Dominik Schulz          | 5–7, 6–3, [10–8]        |
| 6.  | března 2016   | Loulé, Portugalsko         | tvrdý       | Andreas Mies    | João Domingues Nuno Deus             | 5–0skreč                |
| 7.  | března 2016   | Villers-lès-Nancy, Francie | tvrdý (h)   | Andreas Mies    | Martin Beran Evan Hoyt               | 4–6, 6–4, [10–7]        |
| 8.  | dubna 2016    | Madrid, Španělsko          | tvrdý       | Andreas Mies    | Patrick Grigoriu Luca George Tatomir | 2–6, 6–1, [10–3]        |
| 9.  | května 2016   | Praha, Česko               | antuka      | Andreas Mies    | Zdeněk Kolář Petr Michnev            | 6–0, 6–4                |
| 10. | května 2016   | Bacău, Rumunsko            | antuka      | Andreas Mies    | Nicolás Barrientos Emilio Gómez      | 6–3, 6–3                |
| 11. | srpna 2016    | Überlingen, Německo        | antuka      | Tom Schönenberg | Mauricio Echazú Alexandar Lazov      | 6–1, 6–0                |
| 12. | října 2016    | Bad Salzdetfurth, Německo  | koberec (h) | Andreas Mies    | Marvin Möller Tim Rühl               | 6–7(3–7), 6–4, [10–7]   |
| 13. | ledna 2017    | Kaarst, Německo            | koberec (h) | Jannis Kahlke   | David Pel Joran Vliegen              | 6–3, 5–7, [10–8]        |
| 14. | ledna 2017    | Nußloch, Německo           | koberec (h) | Andreas Mies    | Mateusz Kowalczyk Grzegorz Panfil    | 6–3, 6–0                |
| 15. | února 2017    | Tipton, Velká Británie     | tvrdý (h)   | Jannis Kahlke   | Andrea Pellegrino Andrea Vavassori   | 5–7, 6–2, [10–5]        |
| 1.  | května 2017   | Řím, Itálie                | antuka      | Andreas Mies    | Kimmer Coppejans Márton Fucsovics    | 4–6, 7–6(14–12), [10–8] |
| 2.  | dubna 2021    | Oeiras, Portugalsko        | antuka      | Mats Moraing    | Riccardo Bonadio Denis Jevsejev      | 6–1, 6–4                |